# Zopowy Równe
Zopowy Równe – nieczynny przystanek kolejowy położony między miejscowościami Zopowy i Równe, w województwie opolskim, w Polsce. Funkcjonował w latach 1905–1969.
Przystanek kolejowy (wówczas pod nazwą Soppau Roben) został otwarty 1 lipca 1905 roku, choć linia kolejowa pomiędzy Głubczycami i Karniowem istniała już od 1873 roku. Po II wojnie światowej przystanek znalazł się w granicach Polski. Po zmianach granic ruch pasażerski na tej linii kolejowej prowadzono do przystanku Pietrowice Głubczyckie, na odcinku granicznym do 1947 roku prowadzony był jeszcze ruch towarowy, później tory rozebrano. W pierwszych rozkładach jazdy publikowanych tuż po wojnie przystanek nosił nazwy Zopowy Równe, Zapowy Równe i Równe, ostatecznie ukuła się nazwa Zopowy Równe. 1 stycznia 1970 roku wstrzymano ruch pociągów na tej linii. Został on wznowiony jeszcze na trzy miesiące w roku 1983, ale pociągi nie zatrzymywały się już wówczas na przystanku Zopowy Równe. Obecnie linia kolejowa w tym miejscu jest rozebrana.